# Lope Garcés el Pelegrí
Lope Garcés el Pelegrí o Lope I d'Alagón (? - 1133), fou el primer senyor d'Alagón.(desembre de 1119 a novembre de 1133), Castellar (1116-1124), Épila (1124-1133), Luna (1124-1129), Pedrola (1124-1127) i Taust (1123-1133).

## Orígens familiars
Desconeguts

## Núpcies i descendents
Es casà amb Maria de Pallars Sobirà, filla d'Artau I de Pallars Sobirà. D'aquest matrimoni nasqué:
- Toda Lópeç, casada amb Rodrigo d'Açagra
- Ximena Lópeç d'Alagón, senyora d'Alagón, casada amb Gonçalo Péreç

## Biografia
El desembre del 1119 el rei Alfons I d'Aragó "el Bataller" conquerí la vila d'Alagó, que fou donada en feu a Lope Garcés "el Pelegrí". A la seva mort, el 1133, les seves possessions es repartiren entre les seves filles Toda i Ximena.